# Yanapaccha
Yanapaccha,, (peut-être du quechua yana « noire », phaqcha « cascade », soit « cascade noire ») est un sommet de la cordillère Blanche dans les Andes au Pérou. Il a une altitude de 5 460 m. Il est situé dans la région d'Ancash, dans la province de Yungay, entre les districts de Yanama et de Yungay. Le Yanapaccha se trouve au fond de la Quebrada Llanganuco, à l'intérieur du parc national de Huascarán, au sud-est de Chacraraju.

## Histoire
La première ascension du Yanapaccha est réalisée le 23 juin 1954, par l'arête nord-ouest par une expédition américaine composée de Fred Donald Ayres, Alexander Creswell, Richard Irwin, David Michael et Leigh Ortenburger,,. Une autre source affirme qu'elle a été réalisée le 18 juillet 1959 par D. Mackay et H. Tothill.

## Ascension
Son ascension se réalise généralement par la face Ouest. Elle est cotée PD+ dans la cotation française. Un campement est possible à 4 750 mètres d'altitude, à la limite inférieure du glacier.